# Li Yaguang
Dans ce nom, le nom de famille, Li, précède le nom personnel.
Li Yaguang, (en chinois : 李 亞光), né le 8 juin 1958, est un ancien joueur chinois de basket-ball.